# Drei90
drei90 ist der Titel eines Fußball-Podcasts, der sich mit Fußball, Sportpolitik, Fanszene und Alltagsthemen beschäftigt. Die Darbietung ist eine Mischung aus ernsthaften Gesprächen, humoristischen Formaten und Diskussion als Schlagabtausch. Er wird seit 2016 von den vier Gründern Axel Goldmann, Bastian Roth, Vincenzo Tino, und David Frogier de Ponlevoy betrieben und erscheint wöchentlich. Seit 2019 gibt es auch öffentliche Live-Auftritte.
Drei90 finanzierte sich bis November 2020 ohne Werbung rein über Spenden der Hörer auf Patreon. Der Podcast hat sich über die Jahre eine überzeugte Fanbasis erarbeitet, was unter anderem dafür sorgte, dass die ersten Live-Auftritte innerhalb weniger Stunden ausverkauft waren.

## Hintergrund und Inhalte
Allgemeine fußballpolitische Themen sowie die Besprechung des aktuellen Bundesligaspieltags mit Schwerpunkt auf den Lieblingsvereinen der Moderatoren, Axel (1. FC Köln), Basti (Eintracht Frankfurt), Enzo (VfB Stuttgart) und David (SC Freiburg und SV Darmstadt 98) sind der wöchentliche Einstieg in die Sendung. Der Fokus liegt aber nicht auf einer aktuellen Berichterstattung und einer gelegentlich auch emotionalen Einschätzung zu den Geschehnissen. Beispielsweise auch die Maskottchen oder Vereinslieder der Fußballvereine werden in der Sendung analysiert und bewertet. Der Podcast erscheint regelmäßig nach jedem Bundesligaspieltag, meist Dienstag. Eine Folge dauert in der Regel drei bis vier Stunden.
Die vier Podcaster sind in der Szene anerkannte Experten für ihre Vereine und werden daher auch häufig in andere Podcasts eingeladen. Goldmann ist zudem in den Bundesliga-Übertragungen von Amazon als Experte zum 1. FC Köln etabliert, Roth ist Teil von Fußball 2000. Eine gute Beziehung pflegt das drei90 Team auch zum Schiedsrichter-Podcast Collinas Erben. Klaas Reese spricht für drei90 immer wieder Texte ein und liefert Textvorlagen für Lieder von drei90.
Nach ersten Live-Podcasts im Sommer 2019 in Frankfurt und Köln trat drei90 im Dezember 2019 in der ausverkauften Frankfurter Batschkapp auf. Nachdem coronabedingt die für 2020 geplanten Termine in Köln, Essen, Hamburg, Berlin, München und Frankfurt abgesagt werden mussten stehen für 2021 bereits Termine in Hanau (15.8.) und Frankfurt (20.12.) fest.
Für 2023 sind weitere Termine angesetzt.
Bekannte Gäste in den Sendungen waren u. a. Kevin Kühnert, Ronny Blaschke, Andrej Reisin und Marco Hagemann.
Das Podcast-Angebot wird begleitet durch einen von den Autoren betriebenen Twitter-Account mit rund 6.700 Followern (Stand: März 2023).

## Rezeption und Auszeichnungen
Drei90 erhielt 2019 den Podcastpreis in der Kategorie Sport.
Die Computerzeitung c’t hob drei90 im November 2019 besonders heraus, weil der Podcast „in keine der klassischen Kategorien“ anderer Fußball-Podcasts fallen würde, weder unter die Sparte der „bierernsten“ noch in jene der „Laber-Sendungen“.
Die Südwest-Presse nahm drei90 ebenfalls in ihre Liste besonders empfehlenswerter Podcasts auf.
Von verschiedener Stelle wird immer wieder hervorgehoben, dass die Diskussionen zu Sportpolitik und (sport-)gesellschaftlichen Themen (Rassismus, Kommerzialisierung etc.) reflektiert und in Wertschätzung anderer Standpunkte ablaufen. Die hr-Gerichtsreporterin Heike Borufka, die mit Bastian Roth den Podcast „Verurteilt“ bestreitet, sagt über ihn: „[Er ist] ein unglaublich intelligenter, sehr differenzierter Mensch, der genau das nicht macht, was ich für so gefährlich halte: die Welt in Schwarz und Weiß aufzuteilen.“ Der Münchner Merkur lobte den Debatten-Beitrag von Axel Goldmann zur Fernsehpolitik des Bundesliga-Bezahlsenders Sky.
Überregionale Aufmerksamkeit erhielt der Podcast auch mit seinem Projekt, eine „Traumbundesliga“ zu erstellen. Die Idee einer Liste mit Vereinen, wie sie sich Fans in der Bundesliga wünschen würden, wurde von diversen Medien anschließend mit Verweis auf die drei90-Sendung aufgegriffen, unter anderem von der Rheinischen Post, Sport1-Chefredakteur Pit Gottschalk sowie der Allgemeinen Zeitung Mainz, die sich kritisch mit der Idee auseinandersetzte.
Bei der Wahl zum Vogel des Jahres 2021 des Naturschutzbund Deutschland konnte drei90 viele Seiner Hörer dafür aktivieren über ihr Wahlkampfteam für den Schwarzhalstaucher abzustimmen. Dafür wurde drei90 als bestes Wahlkampfteam ausgezeichnet. Auch bei den nächsten vier Wahlen stellte drei90 das aktivste Wahlkampfteam. Bei der Wahl zum Vogel des Jahres 2023 wurden sie mit einer Urkunde geehrt.